# Maulana Muhammad Ali

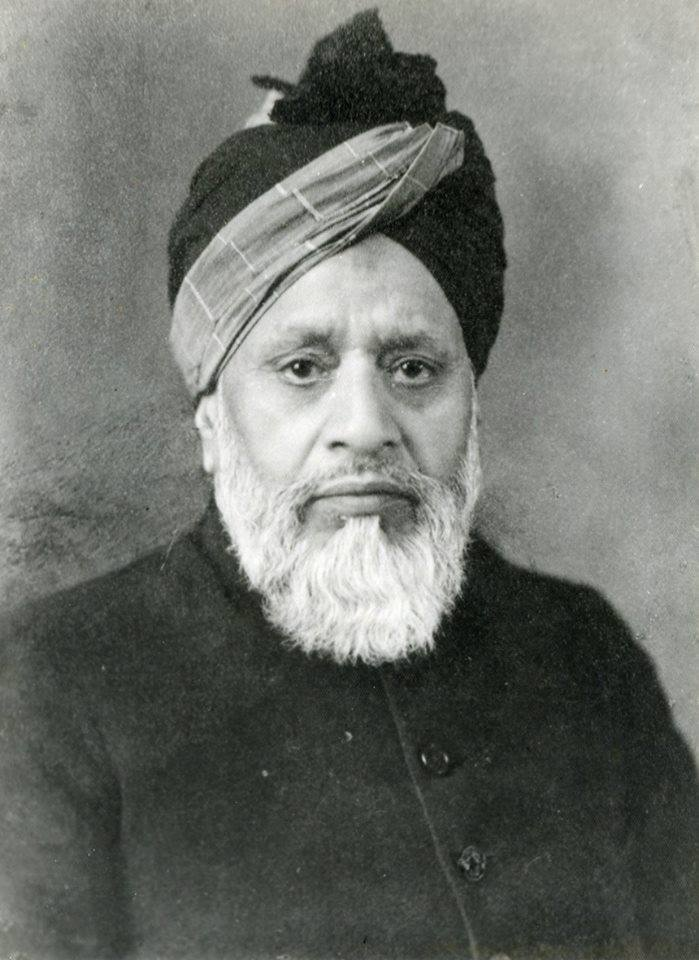
Maulana Muhammad Ali

Maulana Muhammad Ali (1874 - 1951) werd in Brits-Indië  (hedendaags Punjab, India) geboren.  Na zijn studie Engels en Rechten werd hij secretaris van de Ahmadiyya Beweging.
In 1914 ontstond er een splitsing in deze organisatie en richtte hij Ahmadiyya Anjuman Isha’at Islam op in Lahore. Vanaf  de oprichting tot aan zijn dood in 1951 leidde hij deze gemeenschap, organiseerde haar wereldwijde missionaire activiteiten, en produceerde een enorme hoeveelheid wetenschappelijke literatuur m.n. voor het westers lezerspubliek.
Enkele belangrijke werken van zijn hand: vertalingen van de Koran met gedetailleerde commentaren in zowel het Engels als het Urdu, The Religion of Islam, A Manual of Hadith, Fadl al-Bari, een uitgebreide uitleg van Sahih Boechari in het Oerdoe, Muhammad the Prophet, The New World Order, The Early Caliphate en The Living Thoughts of the Prophet Muhammad. Deze verzameling boeken geven een beeld van de Islam.
Een aantal boeken van deze auteur zijn in het Nederlands vertaald door Stichting Ahmadiyya Isha’at-i-Islam.